# El Pollo
El Pollo del Prat de Llobregat, al Baix Llobregat, és una bèstia del Bestiari popular català apareguda l'any 1991 obra del Taller Sarandaca de Granollers.
A l'hora de triar una bèstia representativa de la ciutat es va optar per un gall de la raça autòctona Gallina del Prat o Potablava.

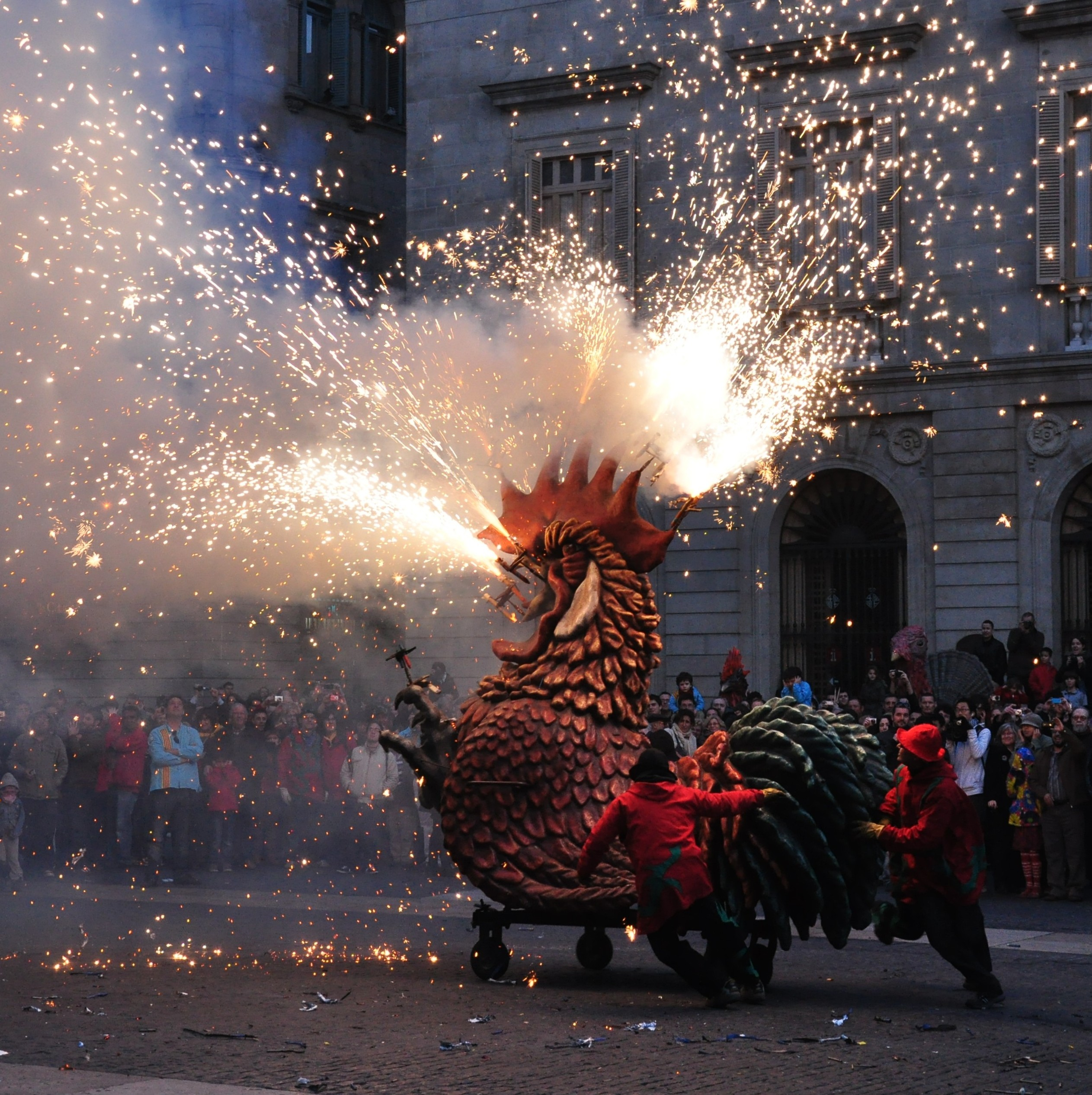
El Pollo llençant foc

## Característiques
- Material: Fibra de vidre
- Any de construcció: 1991
- Pes: 180 kg
- Constructor: Ramon Aumedes del Taller Sarandaca
- Mides Llargada: 320 cm
- Amplada: 180 cm
- Alçada: 350 cm
- Tracció: Amb rodes
- Punts de foc: 22